# Knuth und Tucek

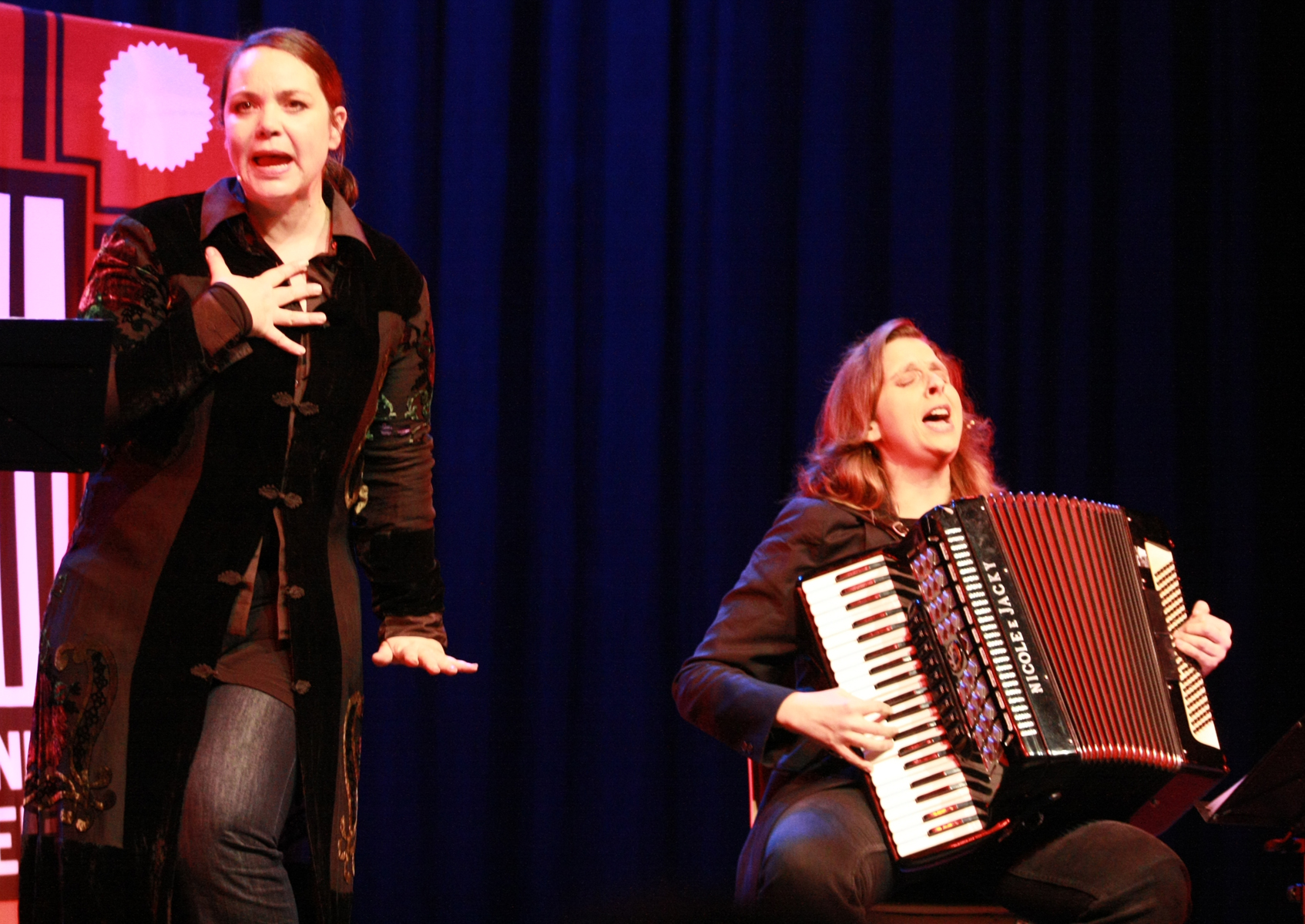
Knuth und Tucek (Knuth links, 2012)

Knuth und Tucek waren ein Schweizer Kabarett-Duo, das von 2004 bis 2019 aktiv war.
Das Duo bestand aus der Schauspielerin Nicole Knuth und der klassisch ausgebildeten Sängerin Olga Tucek. Nicole Knuth ist die Tochter des Schauspielers Klaus Knuth und der Autorin Hannelore «Lori» Fischer sowie die Enkelin von Gustav Knuth.

## Bühnenprogramme
- 2004: Des Städters Bergeslust
- 2006: Auch das noch
- 2007: Die sogar-Saga
- 2007: Weimarer Weihnachtsspiel oder Jesses Maria!
- 2009: Neurotikon
- 2010: Hurra – Hymnen und Abgesänge fürs 21. Jahrhundert
- 2012: Freiheit – Eine Misere in fünf Aufzügen
- 2014: Passion – eine Kreuzigung in drei Teilen
- 2014: Rausch! – Eine Offenbarung in Wort und Lied
- 2016: Hexe! – Ein Ritt auf dem Zaunpfahl[2]
- 2017: Heimat – ein Ammenmärchen

## Diskographie
- 2008: Auch das noch
- 2011: Neurotikon
- 2013: Hurra!

## Auszeichnungen
- 2011: Salzburger Stier
- 2013: Schweizer Kabarett-Preis Cornichon[3]
- 2014: Deutscher Kleinkunstpreis in der Sparte Chanson/Lied/Musik[4]
- 2019: Schweizer KleinKunstPreis[5]